# 東光寺站
東光寺站（日语：／ Tōkōji eki */?）是位於新潟縣三條市金子新田，東日本旅客鐵道（JR東日本）的信越本線車站。

## 歷史
- 1944年（昭和19年）5月29]：鐵道省（國有鐵道）東光寺信號站啟用。
- 1953年（昭和28年）7月1日：升級為車站，名為東光寺站[1]。
- 1970年（昭和45年）10月1日：成為無人車站。
- 1987年（昭和62年）4月1日：伴隨國鐵分割民營化，車站由東日本旅客鐵道（JR東日本）營運。
- 2008年（平成20年）3月15日：新潟近郊區間擴大，此站可以使用IC卡「Suica」[2]。

## 車站構造
車站是一座地面車站，設有2面2線的相對式月台。月台之間設有跨線橋連接。
此站是由燕三條站管理的無人車站。在車站大樓內設有「東光寺站協力會」辦公室，該會負責管理車站。
車站內設有簡易觸控式自動售票機、簡易Suica閘機、廁所、自動販賣機等設施，也種植了一些櫻花樹。

### 月台
| 月台 | 路線      | 上下行 | 方向           |
| ---- | --------- | ------ | -------------- |
| 1    | ■信越本線 | 下行   | 新津、新潟方向 |
| 2    | ■信越本線 | 上行   | 長岡、柏崎方向 |

## 車站周邊
在2005年（平成17年）榮町與三條市合併前，此站位於三條市與榮町邊間。車站距離東光寺地區的集落約300米。車站坐落在稻田之中。

## 相鄰車站
東日本旅客鐵道
■信越本線
帶織－東光寺－三條

## 注腳
1. 1 2 3 4 5 6 7 8 9  . 週刊朝日百科. 14号 長野駅・新津駅・高田駅ほか. 朝日新聞出版. 2012-11-11: 25 （日语）.
2. ↑   (PDF) (新闻稿). 東日本旅客鉄道. 2007-12-21  [2020-05-29]. （原始内容 (PDF)存档于2016-03-04） （日语）.
3. 1 2  . 東日本旅客鉄道.   [2019-08-11]. （原始内容存档于2019-08-11） （日语）.

## 外部連結
- 車站資訊（東光寺）：東日本旅客鐵道（日語）